# Ernesto Frederico de Saxe-Coburgo-Saalfeld
Ernesto Frederico de Saxe-Coburgo-Saalfeld (em alemão Ernst Friedrich von Sachsen-Coburg-Saalfeld) (Saalfeld, 8 de março de 1724 - Coburgo, 8 de setembro de 1800), foi duque de Saxe-Coburgo-Saalfeld entre os anos de 1764 a 1800.

## Biografia
Ernesto era o filho mais velho do duque Francisco Josias de Saxe-Coburgo-Saalfeld e de Ana Sofia, filha do príncipe Luís Frederico I de Schwarzburg-Rudolstadt. Chegou a ser designado herdeiro do príncipe Heinrich XXXV de Schwarzburg-Sondershausen, mas foi excluído do processo sucessório em 1758.
Em 1764 sucedeu a seu pai como Duque de Saxe-Coburgo-Saalfeld e transferiu a residência oficial de Saalfeld para Coburgo. O considerável endividamento do levou José II, do Sacro Imério Romano-Germânico a intervir no ducado e instaurar a Debitkommision, uma comissão de gestão da dívida para os próximos trinta anos. Nesse período a renda anual de Ernesto foi fixada num valor equivalente a 12.000 dólares.

### Casamento e filhos
Casou-se em 23 de abril de 1749 com a duquesa Sofia Antonia de Brunswick-Wolfenbüttel, filha de Fernando Alberto II de Brunswick-Wolfenbüttel e de Antónia Amália de Brunswick-Wolfenbüttel. O casal teve sete filhos:
1. Francisco (15 de Julho de 1750 – 9 de Dezembro de 1806), Duque de Saxe-Coburgo-Saalfeld. Casado em primeiras núpcias com a princesa Sofia de Saxe-Hildburghausen e, em segundas núpcias, com a condessa Augusta Reuss de Ebersdorf.
2. Carlos de Saxe-Coburgo-Saalfeld (21 de Novembro de 1751 – 16 de Fevereiro de 1757), morreu aos cinco anos de idade.
3. Frederica Juliana de Saxe-Coburgo-Saalfeld (14 de Setembro de 1752 - 24 de Setembro de 1752), morreu aos dez dias de idade.
4. Carolina de Saxe-Coburgo-Saalfeld (19 de Outubro de 1753 – 1 de Outubro de 1829), freira na Abadia de Gandersheim.
5. Luís Carlos de Saxe-Coburgo-Saalfeld (2 de Janeiro de 1755 – 4 de Maio de 1806) teve um filho ilegítimo, fruto de uma relação com Mademoiselle Brutel de la Riviére: Luís Frederico de Coburgo (1779-1827). Os cinco filhos de Luís Frederico receberam o tratamento de Freiherren von Coburg. Os seus descendentes ainda vivem.
6. Fernando Augusto de Saxe-Coburgo-Saalfeld (12 de Abril de 1756– 8 de Julho de 1758), morreu aos dois anos de idade.
7. Frederico de Saxe-Coburgo-Saalfeld (4 de Março de 1758) - 26 de Junho de 1758), morreu aos quatro meses de idade.

### Morte
Ernesto Frederico morreu em 8 de setembro de 1800, aos 76 anos, em Coburgo. Seus restos mortais encontram-se na cripta da igreja de St.Morizkirche, em Coburgo.

## Genealogia
| Ernesto Frederico de Saxe-Coburgo-Saalfeld | Pai: Francisco Josias de Saxe-Coburgo-Saalfeld | Avô paterno: João Ernesto IV de Saxe-Coburgo-Saalfeld   | Bisavô paterno: Ernesto I de Saxe-Gota                    |
| Ernesto Frederico de Saxe-Coburgo-Saalfeld | Pai: Francisco Josias de Saxe-Coburgo-Saalfeld | Avô paterno: João Ernesto IV de Saxe-Coburgo-Saalfeld   | Bisavó paterna: Isabel Sofia de Saxe-Altemburgo           |
| Ernesto Frederico de Saxe-Coburgo-Saalfeld | Pai: Francisco Josias de Saxe-Coburgo-Saalfeld | Avó paterna: Carlota Joana de Waldeck-Wildungen         | Bisavô paterno: Josias II de Waldeck-Wildungen            |
| Ernesto Frederico de Saxe-Coburgo-Saalfeld | Pai: Francisco Josias de Saxe-Coburgo-Saalfeld | Avó paterna: Carlota Joana de Waldeck-Wildungen         | Bisavó paterna: Guilhermina Cristina de Nassau-Siegen     |
| Ernesto Frederico de Saxe-Coburgo-Saalfeld | Mãe: Ana Sofia de Schwarzburg-Rudolstadt       | Avô materno: Luís Frederico I de Schwarzburg-Rudolstadt | Bisavô materno: Alberto António de Schwarzburg-Rudolstadt |
| Ernesto Frederico de Saxe-Coburgo-Saalfeld | Mãe: Ana Sofia de Schwarzburg-Rudolstadt       | Avô materno: Luís Frederico I de Schwarzburg-Rudolstadt | Bisavó materna: Emília Juliana de Barby-Mühlingen         |
| Ernesto Frederico de Saxe-Coburgo-Saalfeld | Mãe: Ana Sofia de Schwarzburg-Rudolstadt       | Avó materna: Ana Sofia de Saxe-Gota-Altemburgo          | Bisavô materno: Frederico I de Saxe-Gota-Altemburgo       |
| Ernesto Frederico de Saxe-Coburgo-Saalfeld | Mãe: Ana Sofia de Schwarzburg-Rudolstadt       | Avó materna: Ana Sofia de Saxe-Gota-Altemburgo          | Bisavó materna: Madalena Sibila de Saxe-Weissenfels       |